# Rue d'Aerschot
La Rue d'Aerschot (en francés) o Aarschotstraat (en neerlandés) es una calle ubicada en el municipio de Schaerbeek, en Bruselas (Bélgica). Es conocida por ser un punto neurálgico de la vida nocturna clandestina de la ciudad y famosa por sus burdeles. También es conocida por sus alojamientos baratos.
La Rue d'Aerschot está cerca del centro de Bruselas y colinda con el distrito comercial del Quartier Nord, donde se encuentra el World Trade Center (WTC). La calle está situada en el límite del Barrio Turco, y junto a la estación de ferrocarril de Bruselas-Norte, una de las tres principales de la ciudad. Los edificios y las vías de la estación ocupan todo el lado oeste de la calle.

## Historia
La Rue d'Aerschot se trazó hacia 1839, cuando se construyó la estación de ferrocarril de Bruselas-Norte en la Place Charles Rogier y se desarrollaron las calles circundantes. La estación se llamaba originalmente estación de Colonia (en francés: Gare de Cologne, en neerlandés: Keulenstation), y la calle, Rue de Cologne/Keulenstraat ("calle de Colonia").
Tras la Primera Guerra Mundial, debido a los fuertes sentimientos antialemanes en Bélgica, muchas calles que llevaban el nombre de ciudades alemanas fueron rebautizadas. Así, la calle pasó a llamarse Rue d'Aerschot/Aarschotstraat ("calle de Aarschot"), en honor a la ciudad brabanzona que había sufrido duramente el conflicto.
La Estación del Norte se reconstruyó en 1953 unos cientos de metros más al norte. Tras la Exposición Universal de Bruselas de 1958, se diseñó un gran plan para reconstruir el Barrio Norte, el Proyecto Manhattan de urbanismo. En los años 1960 se iniciaron las obras al oeste de la estación, incluido el World Trade Center (WTC). La quiebra de principios de los años 1970 impidió la ejecución del plan al este de la estación, incluida la Rue d'Aerschot.

## Prostitución
Se sabe que la prostitución en la Rue d'Aerschot existía antes de la Primera Guerra Mundial. En los tiempos modernos, se ha convertido en el principal barrio rojo de Bruselas y cuenta con numerosas "ventanas" en las que se sientan prostitutas escasamente vestidas para intentar atraer al comercio. La mayoría de las chicas son rumanas o búlgaras.

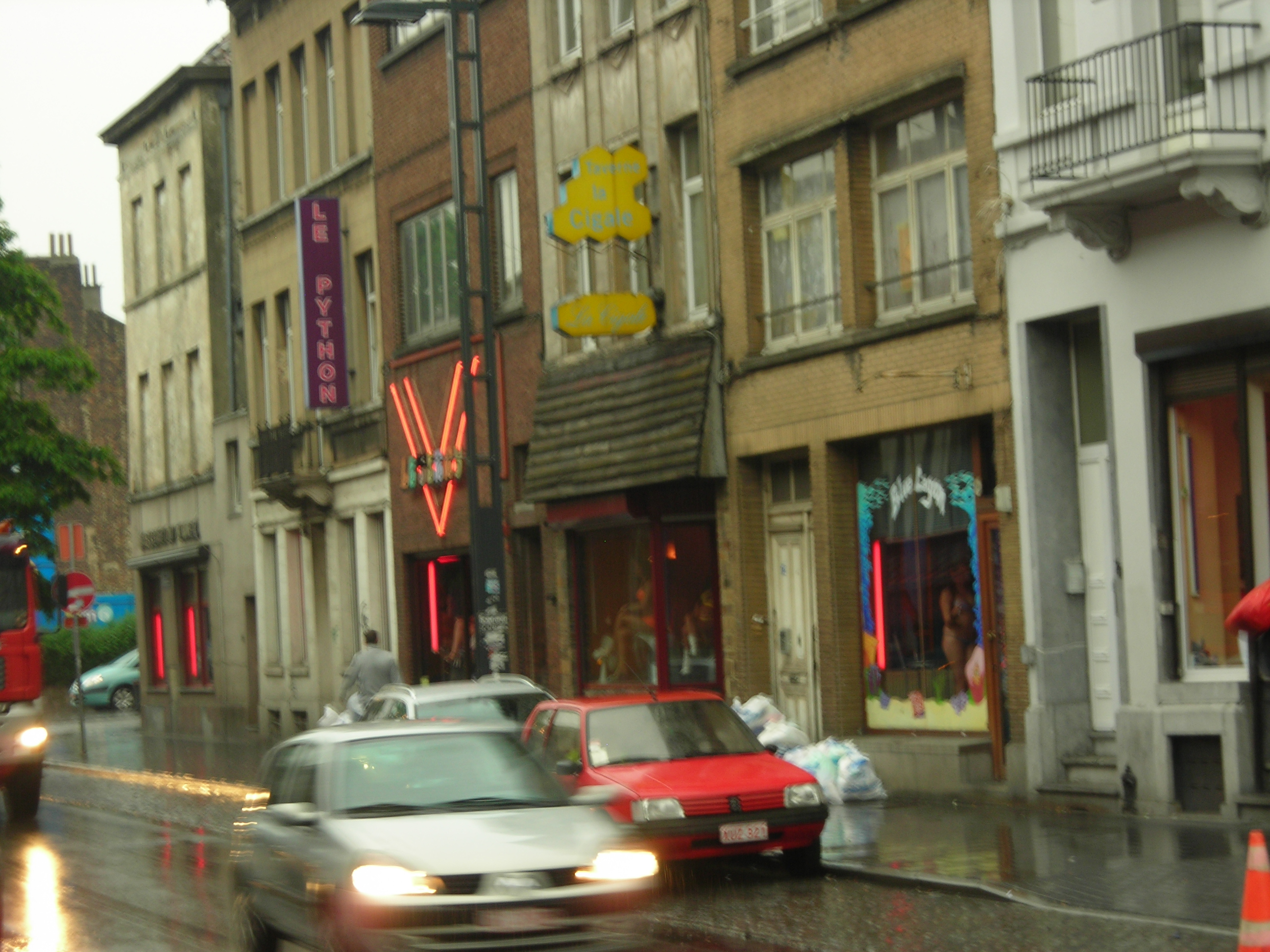
Una parte de la calle, con luces rojas y prostitutas visibles.

En los años 90, la zona estaba controlada por proxenetas albaneses. A menudo había violencia entre proxenetas rivales y las chicas se quejaban a la policía de que los proxenetas abusaban de ellas y las explotaban.Se tomaron medidas enérgicas y se desmantelaron las redes criminales.
La zona está ahora controlada por proxenetas rumanos y búlgaros. Cada escaparate tiene una madame que controla a las prostitutas que trabajan allí. La madame se queda con el 50% de los ingresos de la prostituta. Tradicionalmente, las madames eran prostitutas belgas de edad avanzada, pero han sido sustituidas principalmente por mujeres búlgaras que trabajan para los proxenetas. Esto permite a los proxenetas permanecer fuera de la zona y lejos de la atención policial. A menudo permanecen en su país de origen.
Aunque tolerado por la policía y las autoridades locales, este barrio ha sido a veces objeto de esfuerzos conjuntos del gobierno y la policía para localizar a los traficantes de seres humanos, sobre todo para desarticular redes delictivas que atraen a mujeres jóvenes de países de Europa Central y Oriental con la promesa de una vida mejor en Europa Occidental.
También operan en la zona asociaciones sin ánimo de lucro, sobre todo grupos de mujeres que ofrecen apoyo y asesoramiento a las prostitutas.